# Sergio Bianchetto
Sergio Bianchetto (ur. 16 lutego 1939 w Padwie) – włoski kolarz torowy, trzykrotny medalista olimpijski oraz czterokrotny medalista mistrzostw świata.

## Kariera
Jako jedyny kolarz w historii wywalczył dwa złote medale w rywalizacji tandemów. Na igrzyskach olimpijskich w Rzymie w 1960 roku triumfował wspólnie z Giuseppe Beghetto, a na rozgrywanych cztery lata później igrzyskach w Tokio partnerował mu Angelo Damiano. W Tokio był także drugi w sprincie, przegrał z rodakiem Giovannim Pettenellą. Zdobywał medale mistrzostw świata w sprincie indywidualnym amatorów: złote MŚ w Zurychu (1961) i MŚ w Mediolanie (1962), srebrny na MŚ w Liège (1963) oraz brązowy podczas MŚ w Paryżu (1964). Wielokrotnie zdobywał medale torowych mistrzostw kraju, w tym siedem złotych.

## Starty olimpijskie (medale)
Rzym 1960
- tandem –  złoto

Tokio 1964
- tandem –  złoto
- sprint –  srebro